# Gert Smal
Gert Petrus Smal (Kimberley, 27 dicembre 1961) è un ex rugbista a 15 e allenatore di rugby a 15 sudafricano.

## Biografia
Smal, flanker nativo di Kimberley (Provincia del Capo Settentrionale) militò nella selezione dell'allora Western Transvaal, per poi trasferirsi al Western Province di Città del Capo; con tale formazione vinse tre Currie Cup.
Si trasferì in Italia e militò fino al 1990 nel Rovigo, intervallando la sua militanza nella compagine rossoblu con una stagione, corrispondente all'interruzione estiva nell'Emisfero Nord, in Sudafrica, sempre nello Western Province.
Con il Rovigo Smal vinse due scudetti, nel 1988 e nel 1990.
A causa del bando internazionale inflitto al suo Paese per via dell'apartheid, Smal non disputò incontri di rilievo in Nazionale sudafricana: vanta solo 6 caps ma nessuno relativo a incontri full international.
Dopo il rientro in patria e gli ultimi anni da giocatore, si ritirò e divenne allenatore; dopo aver allenato i Border Bulldogs, formazione di East London, vinse due Currie Cup dal 2000 al 2002 alla guida del Western Province e guidò gli Stormers alla semifinale del Super 12 2004.
Nel 2004 fu chiamato nello staff della Nazionale sudafricana come assistente allenatore di Jake White.
All'attivo della conduzione tecnica in Nazionale la vittoria nel Tri Nations 2004 e, soprattutto, nella Coppa del Mondo di rugby 2007; Smal si dimise dopo la vittoria in tale competizione e, a giugno 2008, entrò nello staff tecnico della Nazionale irlandese, con un accordo triennale fino al Coppa del Mondo di rugby 2011; tra i primi risultati, il Grande Slam nel Sei Nazioni 2009.

## Palmarès

### Giocatore
- Currie Cup: 3
Western Province: 1983, 1984, 1985
- Campionati italiani: 2
Rovigo: 1987-88; 1989-90

### Allenatore
- Coppe del mondo: 1
Sudafrica: 2007 (come allenatore in 2ª)
- Currie Cup: 2
Western Province: 2000, 2001